# Pyramica
Pyramica är ett släkte av myror. Pyramica ingår i familjen myror.

## Bildgalleri

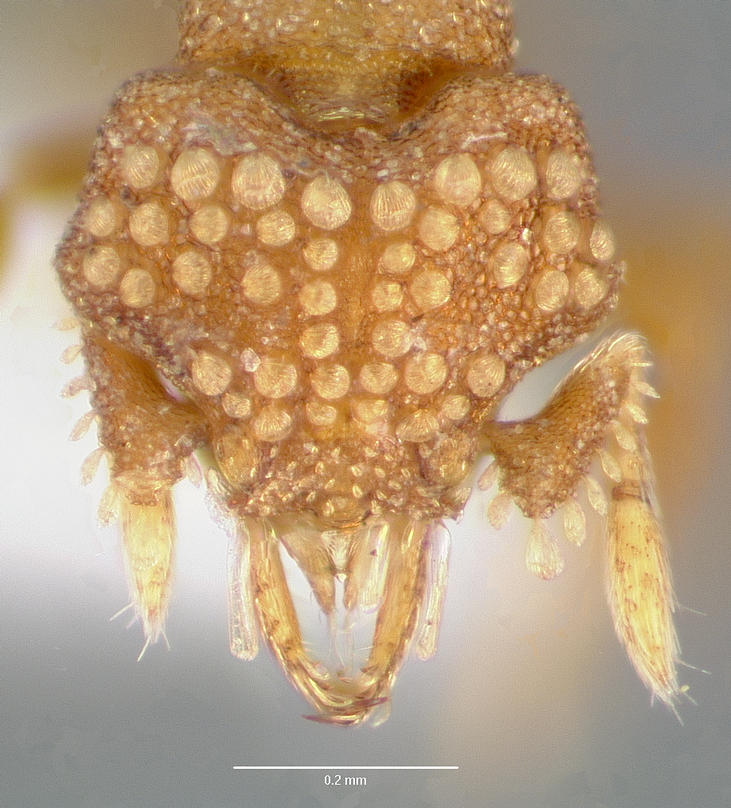

## Dottertaxa tillPyramica, i alfabetisk ordning[1]
- Pyramica abdita
- Pyramica acubecca
- Pyramica africana
- Pyramica alberti
- Pyramica anarta
- Pyramica angulata
- Pyramica appretiata
- Pyramica arahana
- Pyramica archboldi
- Pyramica argiola
- Pyramica arizonica
- Pyramica assamensis
- Pyramica azteca
- Pyramica baudueri
- Pyramica beebei
- Pyramica behasyla
- Pyramica benten
- Pyramica bequaerti
- Pyramica bimarginata
- Pyramica brevicornis
- Pyramica bunki
- Pyramica californica
- Pyramica canina
- Pyramica capitata
- Pyramica carolinensis
- Pyramica castanea
- Pyramica cavinasis
- Pyramica chiricahua
- Pyramica chyatha
- Pyramica cincinnata
- Pyramica circothrix
- Pyramica cloydi
- Pyramica clypeata
- Pyramica comis
- Pyramica concolor
- Pyramica connectens
- Pyramica conspersa
- Pyramica convexiceps
- Pyramica crassicornis
- Pyramica creightoni
- Pyramica cryptura
- Pyramica dagon
- Pyramica datissa
- Pyramica dendexa
- Pyramica denticulata
- Pyramica dentinasis
- Pyramica depressiceps
- Pyramica dietrichi
- Pyramica dohertyi
- Pyramica dotaja
- Pyramica dubia
- Pyramica eggersi
- Pyramica electrina
- Pyramica elegantula
- Pyramica emarginata
- Pyramica emiliae
- Pyramica emmae
- Pyramica enkara
- Pyramica epinotalis
- Pyramica eurycera
- Pyramica excisa
- Pyramica extemena
- Pyramica fenkara
- Pyramica filirrhina
- Pyramica filitalpa
- Pyramica flagellata
- Pyramica formosimonticola
- Pyramica formosus
- Pyramica fridericimuelleri
- Pyramica fulda
- Pyramica gatuda
- Pyramica gemella
- Pyramica geoterra
- Pyramica gundlachi
- Pyramica hensekta
- Pyramica hexamera
- Pyramica hirashimai
- Pyramica hiroshimensis
- Pyramica hyphata
- Pyramica impidora
- Pyramica incerta
- Pyramica inezae
- Pyramica inopina
- Pyramica inquilina
- Pyramica inusitata
- Pyramica jacobsoni
- Pyramica jamaicensis
- Pyramica japonica
- Pyramica karawajewi
- Pyramica kempfi
- Pyramica kerasma
- Pyramica kichijo
- Pyramica kyidriformis
- Pyramica laevinasis
- Pyramica laevipleura
- Pyramica lamellignatha
- Pyramica lasia
- Pyramica laticeps
- Pyramica leptothrix
- Pyramica lilloana
- Pyramica loveridgei
- Pyramica ludovici
- Pyramica lujae
- Pyramica malaplax
- Pyramica mandibularis
- Pyramica margaritae
- Pyramica marginata
- Pyramica masukoi
- Pyramica maynei
- Pyramica mazu
- Pyramica media
- Pyramica mekaha
- Pyramica membranifera
- Pyramica memorialis
- Pyramica metopia
- Pyramica miccata
- Pyramica microthrix
- Pyramica minima
- Pyramica minkara
- Pyramica minuscula
- Pyramica mirabilis
- Pyramica missouriensis
- Pyramica morisitai
- Pyramica mumfordi
- Pyramica murphyi
- Pyramica mustelina
- Pyramica mutica
- Pyramica myllorhapha
- Pyramica nepalensis
- Pyramica nigrescens
- Pyramica ninda
- Pyramica nitens
- Pyramica nubila
- Pyramica nykara
- Pyramica ohioensis
- Pyramica orchibia
- Pyramica ornata
- Pyramica oxysma
- Pyramica pedunculata
- Pyramica pergandei
- Pyramica pilinasis
- Pyramica placora
- Pyramica probatrix
- Pyramica pulchella
- Pyramica ravidura
- Pyramica reflexa
- Pyramica reliquia
- Pyramica reticeps
- Pyramica rohweri
- Pyramica roomi
- Pyramica rostrata
- Pyramica rostrataeformis
- Pyramica rudinodis
- Pyramica rugithorax
- Pyramica rusta
- Pyramica sahura
- Pyramica sauteri
- Pyramica schleeorum
- Pyramica schulzi
- Pyramica semicompta
- Pyramica serrula
- Pyramica sharra
- Pyramica simoni
- Pyramica simulans
- Pyramica sistrura
- Pyramica splendens
- Pyramica studiosi
- Pyramica subedentata
- Pyramica sublucida
- Pyramica substricta
- Pyramica sulumana
- Pyramica synkara
- Pyramica tacta
- Pyramica taipingensis
- Pyramica takasago
- Pyramica talpa
- Pyramica tanymastax
- Pyramica tenuipilis
- Pyramica tenuissima
- Pyramica terroni
- Pyramica tetragnatha
- Pyramica thaxteri
- Pyramica thuvida
- Pyramica tiglath
- Pyramica tigrilla
- Pyramica tolomyla
- Pyramica transversa
- Pyramica trieces
- Pyramica truncatidens
- Pyramica trymala
- Pyramica tukulta
- Pyramica weberi
- Pyramica wheeleri
- Pyramica villiersi
- Pyramica vodensa
- Pyramica wrayi
- Pyramica xenognatha
- Pyramica yaleogyna
- Pyramica zeteki